# Regeringsbildningen i Sverige efter valet 2018
Regeringsbildningen i Sverige efter valet 2018 tog 129 dagar av sonderingar och regeringsförhandlingar, att jämföra med det tidigare svenska rekordet på 25 dagar efter valet 1979. Regeringsbildningen var emellertid inte anmärkningsvärt lång i jämförelse med Europas mest långvariga expeditionsregeringar. Regeringen Löfven I agerade övergångsregering i väntan på regeringsbildningen. Efter att januariavtalet eller fyrpartiuppgörelsen ingåtts mellan Socialdemokraterna, Miljöpartiet, Centern och Liberalerna, och tolererats av Vänsterpartiet, kunde slutligen Regeringen Löfven II (Socialdemokraterna och Miljöpartiet) tillträda den 21 januari 2019. Som en konsekvens förklarades Alliansen upplöst på riksnivå av företrädare för de ingående partierna.

## Orsaker till den långvariga regeringsbildningen
Efter riksdagsvalet i Sverige 2018 konstaterades, liksom efter valet 2014, att inget av de traditionella blocken nått egen majoritet i riksdagen. De rödgröna samlade 144 mandat och Alliansen 143 mandat. Sverigedemokraterna (SD) stärkte sin plats som vågmästare i riksdagen. De ökade (med 13 mandat) till 62 mandat.
Statsminister Stefan Löfven hade strax innan valet gett beskedet att om Alliansen skulle bli större än den röd-gröna konstellationen, var det rimligt att Alliansen fick bilda regering, under förutsättning att den skulle kunna få igenom sin budget och politik i riksdagen.  Dock blev valresultatet alltså att det rödgröna blocket blev något större än Alliansen, liksom i valet 2014. 
Decemberöverenskommelsen, som skapades efter valet 2014, upphävdes i teorin i oktober 2015, då Kristdemokraterna beslutade att lämna den. I praktiken fortsatte den ändå att gälla under hela mandatperioden fram till 2018 eftersom både Liberalerna och Centerpartiet inte ville ställa sig bakom en gemensam Alliansbudget. Efter valet 2018 var dock Allianspartierna inte längre beredda att i överenskommelsens anda släppa fram en budget från det rödgröna blocket i syfte att inte ge makt åt Sverigedemokraterna.
Under valrörelsen 2018 hade Centerpartiet och Liberalerna lovat att inte regera med Sverigedemokraternas stöd, men samtidigt lovat att avsätta Stefan Löfven som statsminister och att göra moderaternas partiledare Ulf Kristersson till statsminister. Dessa vallöften var inte förenliga med valresultatet. Detta bidrog till långvariga regeringsförhandlingar under talmannen Andreas Norléns ledning. 

## Förhandlingarna slutförs, regeringen Löfven II tillträder
Bland annat följande regeringsalternativ undersöktes, vilka alla antogs skulle kunna få igenom en budget i riksdagen eftersom oppositionen inte skulle kunna samlas kring ett gemensamt motförslag:
- ett blocksamarbete eller en samlingsregering mellan Alliansen, Socialdemokraterna och Miljöpartiet (som skulle få 259 mandat);
- ett mittenalternativ (S, MP, C och L, som skulle få 167 mandat, men måste tolereras av ytterligare ett parti för att kunna bilda regering);
- Alliansen med MP (som skulle få 159 mandat, men behövde tolereras av ytterligare ett parti för att bilda regering); samt
- ett högeralternativ (M och KD med stöd av SD, som dock hotade att fälla en budget om de inte fick inflytande. Tillsammans skulle de få 153 mandat, men en regeringsbildning krävde att C släppte fram den).

Den 13 januari 2019 hade partierna i mittenalternativet (S, C, L och MP) förhandlat fram en fyrpartiuppgörelse om politik på elva områden, kallad januariavtalet, som innebar att S–MP-regeringen skulle få regera ytterligare en mandatperiod, men denna gång med stöd av C och L. Under föregående mandatperiod hade Vänsterpartiet (V) varit budgetpartner till regeringen och fått igenom många förslag, men enligt en klausul i januariavtalet skulle nu V:s inflytande över svensk politik begränsas, samtidigt som V:s acceptans krävdes för att regeringen skulle kunna tillträda. Trots klausulen stod det den 16 januari klart att mittenalternativet även tolererades av V och därmed en majoritet av riksdagen, och Stefan Löfven valdes av riksdagen den 18 januari åter till statsminister, i den tredje statsministeromröstningen sedan valet. Måndagen 21 januari tillträdde regeringen Löfven II.
Efter att januariavtalet ingåtts förklarades Alliansen som upplöst av bland andra Ebba Bush Thor (KD) och Ulf Kristersson (M). Liberalerna och Centerpartiet menade i stället att Alliansen dog redan under hösten 2018, när Moderaterna tillsammans med Kristdemokraterna valde att gå fram som eget regeringsalternativ, mot de övriga allianspartiernas vilja. Annie Lööf (C) menar dessutom att Alliansens död inleddes när Anna Kinberg Batra (M) i januari 2017 förklarade att Moderaterna ville bryta isoleringen av Sverigedemokraterna, trots att Liberalerna och Centerpartiet hade en annan uppfattning. Andra uttrycker att Alliansen inte behöver ha upphört för gott på nationell nivå men att dess varumärke är skadat.

## Tidslinje

### 2018

#### September

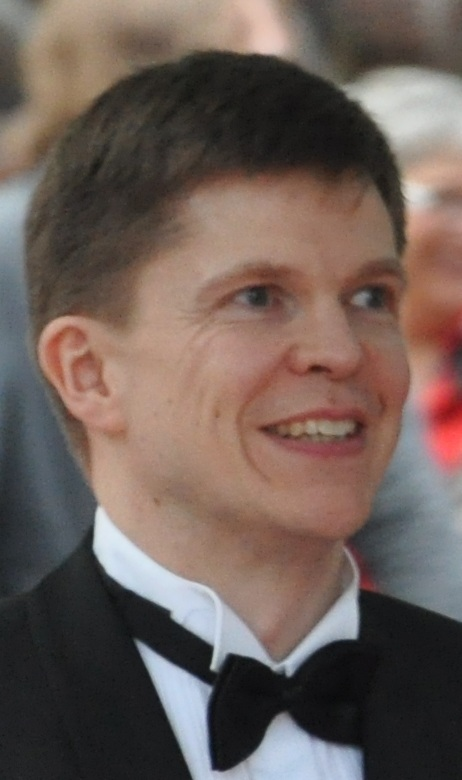
Talmannen Andreas Norlén (2010) tillhör moderaterna, har suttit i riksdagen sedan 2006 och ledde konstitutionsutskottet mellan åren 2014-2018.

9 september 2018 lät statsminister Stefan Löfven, redan under valnatten, meddela att han inte avsåg att lämna sin post frivilligt och att han nu hoppades att de traditionella blocken skulle upplösas till förmån för en blocköverskridande regering.
24 september 2018 skedde upprop i den nyvalda riksdagen och Andreas Norlén valdes till talman.
25 september 2018 genomfördes riksmötets öppnande. Enligt nya bestämmelser i Regeringsformen, som trädde i kraft 1 januari 2011, ska varje val i Sverige följas av en obligatorisk omröstning kring huruvida statsministern tolereras av riksdagen, såvida inte statsministern redan själv valt att avgå. Omröstningen ska vara genomförd inom två veckor efter att riksdagen samlats. Talmannen valde dock att genomföra denna omröstning under riksmötets första dag. 204 ledamöter röstade nej och 142 röstade ja, vilket ledde till att talmannen omedelbart entledigade statsministern. Detta var första gången i svensk historia som en statsminister föll i en förtroendeomröstning. (Ingen omröstning genomfördes efter valet 2014 eftersom dåvarande statsminister Fredrik Reinfeldt självmant lämnade in sin avskedsansökan direkt efter valet.) Löfven ledde därefter som statsminister en övergångsregering tills en ny regering bildats. Omedelbart efter att statsministern entledigats lät talmannen Andreas Norlén meddela att han nu officiellt tagit över ansvaret för regeringsbildningen.
27 september höll Norlén sin första talmansrunda och träffade alla partiledare för riksdagspartierna.
28 september meddelade talmannen att samtalen inte givit något konkret och att samtliga partiledare bjudits in till en andra talmansrunda den 2 oktober.

#### Oktober
2 oktober meddelade Norlén att han givit Moderaternas partiledare Ulf Kristersson i uppdrag att sondera förutsättningarna för att bilda en regering. Kristersson fick två veckor på sig att hitta ett underlag för en regering som tolereras av riksdagen. Under den första veckan samtalade Kristersson med partiledarna för Centerpartiet, Liberalerna, Kristdemokraterna och Socialdemokraterna, i syfte att bilda en alliansregering med stöd från Socialdemokraterna.
9 oktober informerade Kristersson talmannen om att Löfven avvisat hans förslag om Kristersson som statsminister och att det alternativet alltså inte längre var aktuellt.
12 oktober publicerade Kristersson ett inlägg på Facebook där han förklarade att han avsåg att försöka bilda en moderat enpartiregering eller en regering bestående av Moderaterna och ett eller flera allianspartier. Den 13 oktober meddelade dock både Centerpartiet och Liberalerna att de inte avsåg släppa fram en regering bestående av bara Moderaterna eller en koalition med Kristdemokraterna. De var inte heller beredda att gå fram med en alliansregering utan stöd över blockgränsen. Detta eftersom varken Centerpartiet eller Liberalerna vill bidra till en regering som helt eller delvis behöver stöd från Sverigedemokraterna. Liberalernas partiledare Jan Björklund ville att Kristersson skulle få mer tid på sig att sondera förutsättningarna för en blocköverskridande regering, exempelvis en alliansregering med stöd av Miljöpartiet.
14 oktober meddelade Kristersson att han i detta läge saknade förutsättningar att bilda en regering och därför lämnade sitt sonderingsuppdrag, men att han fortfarande var beredd att bli statsminister. Samma dag meddelade Norlén att han skulle bjuda in samtliga partiledare till en tredje talmansrunda den 15 oktober.
15 oktober meddelade Norlén att Stefan Löfven givits uppdraget att sondera förutsättningarna för att bilda regering under socialdemokratisk ledning. Likt Kristersson fick Löfven två veckor på sig att hitta ett stabilt regeringsunderlag.
29 oktober, efter att två veckor hade gått, konstaterade Löfven att han inte såg någon möjlighet att bilda regering. Samma dag hade Andreas Norlén nya samtal med samtliga partiledare. Efter samtalen höll Norlén en pressträff där han meddelade att han kommer att ta en aktivare roll i regeringsförhandlingarna och inleda samtal med partierna och undersöka fyra olika regeringsbildningar.
- Samlingsregering med S, MP och Alliansen
- Mittenregering med S, MP, C och L
- Alliansen med MP
- Alliansen i olika former

#### November
5 november meddelade talmannen att Ulf Kristersson återigen skulle få uppdraget att sondera, den här gången med en omröstning om Ulf Kristersson som statsminister. Omröstningen ägde rum den 14 november. 
14 november, i kammaren röstade man om att Ulf Kristersson skulle få bilda regering men han förlorade omröstningen med 195 röster emot och 154 röster för. Regeringen som Ulf Kristersson föreslog var en M/KD-regering, eftersom både Centerpartiet och Liberalerna  tackat nej till att sitta i regeringen då den krävde stöd av SD. Centerpartiet, Liberalerna, Miljöpartiet, Vänsterpartiet och Socialdemokraterna röstade nej till förslaget medan Moderaterna, Kristdemokraterna och Sverigedemokraterna röstade ja. Detta är första gången någonsin som en talmans förslag till statsminister inte godkänts av riksdagen.
15 november hade Norlén samtal med partiledarna, och meddelade att han givit Centerpartiets partiledare Annie Lööf i uppdrag att sondera förutsättningarna för att hitta ett regeringsalternativ som riksdagen kan släppa fram.
22 november meddelade Lööf att hon gav upp sonderingsförsöken.
23 november förhandsaviserade Norlén att han avsåg att nominera Löfven som statsminister den 3 december med en omröstning i riksdagen ett par dagar senare.
27 november presenterade Lööf en lista över "krav" på reformer som en Löfvenregering måste genomföra för att Centerpartiet ska kunna släppa igenom en sådan. Även Liberalerna meddelade att de kan tänka sig att låta Löfven bli statsminister om vissa krav uppnås.

#### December
10 december meddelade Lööf att deras krav inte i tillräckligt stor utsträckning tillmötesgåtts och att Centerpartiet skulle rösta nej till Löfven om han föreslås till statsminister.
12 december föll övergångsregeringens budgetförslag med siffrorna 141 mot 153. Därefter antogs M och KD:s gemensamma budget med stöd av SD. L och C lade ned sina röster efter att deras egna budgetmotioner hade fallit. Detta efter att de två partierna bestämt sig för att avbryta regeringsförhandlingarna med S och MP.
14 december röstade riksdagen nej till Stefan Löfven som statsminister. Stefan Löfven avsåg att bilda regering tillsammans med Miljöpartiet.

### 2019

#### Januari
11 januari gick Centerpartiet ut med sitt stöd för en S-ledd regering och samtidigt släpptes även den överenskommelse, januariavtalet, som tecknats mellan Socialdemokraterna, Miljöpartiet, Centerpartiet och Liberalerna. Ett utkast till sakpolitisk överenskommelse mellan de fyra partierna presenterades som bestod av en lista på 73 punkter med förslag till bland annat budgetsamarbete, lagändringar och 28 längre utredningar, och begränsade samarbetet till elva områden. Enligt överenskommelsen skulle inte Vänsterpartiet komma att ha inflytande över den politiska inriktningen i Sverige under den kommande mandatperioden.
 13 januari beslutade Liberalernas partiråd att stödja överenskommelsen med C, S och MP, där C och L skulle släppa fram en S- och MP-regering. Därmed var januariavtalets fyrpartiuppgörelse  ett faktum.
14 januari meddelade Vänsterpartiets Jonas Sjöstedt att hans parti inte kunde släppa fram Löfven som statsminister, på grund av formuleringen om att V inte skulle få inflytande över svensk politik i överenskommelsen mellan S, C, L och MP, och av att flera reformer som vänstern drev igenom under förra mandatperioden upphävs av överenskommelsen.
16 januari meddelade Vänsterpartiet att de kommer att lägga ned sina röster och således släppa fram Regeringen Löfven I en ny mandatperiod, efter överenskommelse med Stefan Löfven. Denne hade enligt V lovat att de skulle få parlamentariskt inflytande på områden utanför överenskommelsen mellan S, C, L och MP, och att han skulle försvara reformer som V drev igenom i förra mandatperioden som stödparti till Regeringen Löfven. Ingen skriftlig överenskommelse redovisades mellan S och V och fyrpartiöverenskommelsen behövde inte omarbetas innan omröstningen, men Vänsterpartiet hotade istället med misstroendevotum om vissa av förslagen i fyrpartiöverenskommelsen genomdrevs, såsom förslagen om försvagad arbetsrätt och fri hyressättning vid nyproduktion. Stefan Löfven nominerades av talmannen till statsministeromröstningen.
18 januari röstades Stefan Löfven fram som statsminister i riksdagen. Resultatet blev 115 ja (från S och MP), 77 nedlagda röster (C, L och V) och 153 nej (SD, M, KD och en riksdagsledamot från Centerpartiet). 175 nej-röster skulle ha krävts för att hindra Stefan Löfven från att bli statsminister.
21 januari tillträde Regeringen Löfven II.